# Lucas Grabeel
Lucas Stephen Grabeel (sinh ngày 23 tháng 11 năm 1984) là một diễn viên - ca sĩ Mĩ. Grabeel từng đóng nhiều phim của hãng Walt Disney. Trong đó, nổi bật là các vai Ryan Evans trong High School Musical, Ethan Dalloway trong Halloweentown, Halloweentown High, Return to Halloweentown)

## Sự nghiệp
Grabeel từng xuất hiện với những sê-ri truyền hình như: Boston Legal, Smallvile, Til Death, Veronica Mars. Anh xuất hiện trong bộ phim ăn khách của hãng Disney: High School Musical với vai thứ chính Ryan Evans và thể hiện ba ca khúc "What I've Been Looking For", "Bop to the Top" (song ca cùng Ashley Tisdale) và đồng ca với các diễn viên khác trong phim bài "We're All In This Together". Ngoài ra, Grabeel còn hát trong cuộc thi Hoa hậu Thiếu niên Mỹ 2006 và thể hiện ca khúc "You Know I Will" trong phim hoạt hình The Fox and the Hound 2. Grabeel còn đạt một giải thưởng Teen Choice Awards cùng êkip làm phim High School Musical.
Trong năm 2007, chàng diễn viên - ca sĩ này đã trở lại với phần hai của bộ phim ca nhạc ăn khách High School Musical và High School Musical phần 3 trong năm 2009.

### Đĩa đơn
- What I've Been Looking For (High School Musical OST - 2006)
- Bop to the Top (High School Musical OST - 2006)
- We're All In This Together (High School Musical OST - 2006)
- I Can't Take My Eyes Off Of You (High School Musical OST - 2006)
- You Know I Will (The Fox and the Hound 2 OST - 2006)
- Go the Distance (Disney Mania, Vol.5)
- I Don't Dance (High School Musical OST -2007)
- What Time Is It (High School Musical OST -2007)

Năm 2008, bộ phim College Road Trip đã được khởi chiếu trên toàn thế giới với sự góp mặt của Lucas và các diễn viên khác như Raven Symone, Brenda Song,...

## Các bộ phim tham gia
| Năm       | Tựa đề                          | Vai diễn                 | Chú thích |
| --------- | ------------------------------- | ------------------------ | --------- |
| 2008      | High School Musical 3           | Ryan Evans               |           |
| 2008      | The Adventures of Food Boy      | Ezra                     |           |
| 2007      | High School Musical 2           | Ryan Evans               |           |
| 2007      | Alice Upside Down               | Lester McKinley          |           |
| 2006      | Thị trấn Smallville             | Lex Lurther (lúc trẻ)    | 1 tập     |
| 2006      | Return to Halloweentown         | Ethan Dalloway           |           |
| 2006      | Til Death                       | Pete Pratt               | 1 tập     |
| 2005-2006 | Veronica Mars                   | Kelly Kuzzio             | 2 tập     |
| 2006      | High School Musical             | Ryan Evans               |           |
| 2005      | Boston Legal                    | Jason Matheny            | 1 tập     |
| 2005      | Dogg's Hamlet, Cahoot's Macbeth | Charlie/Gertrude/Ophelia |           |
| 2004      | Halloweentown High              | Ethan Dalloway           |           |

## Một số thông tin khác
Từng học tại trường cấp 3 Kickapoo ở Springfield, Missouri, trường mà ngôi sao nổi tiếng Brad Pitt từng theo học.
Đạt hạng 5 tại MSHSAA Speech & Debate Championships năm 2003.
Đầu 2006, Lucas đã có 3 bài hát lọt vào top 10 được download nhiều nhất trên iTunes. Trong thời gian đó thì có 6 bài là bài hát trong High School Musical.
Lucas từng làm nghề quảng cáo hai tháng trước khi chuyển tới Los Angeles, và bộ phim đầu tiên: Halloweentown High, ra mắt khán giả vài tháng sau đó.
Trong khi ở Rogersville, Missouri, Lucas đã tham gia đội Harmony Baptist Nhà thờ, nơi anh là thành viên của một nhóm trẻ.